# Данюшевский, Израиль Исаакович
Израиль Исаакович Данюшевский (18 декабря 1890, местечко Кобыльник, Виленская губерния, Российская империя  — 19 июля 1950, Москва) — советский педагог.

## Биография
И. И. Данюшевский родился 18 декабря 1890 года в местечке Кобыльник Виленской губернии. В 1911 году окончил Виленский учительский институт. До революции работал учителем. С 1923 года работал в Наркомпросе РСФСР, где руководил отделом социально-правовой охраны несовершеннолетних (СПОН). Являлся членом Государственного учёного совета Народного комиссариата просвещения. В 1930 году возглавил Экспериментальный дефектологический институт, который затем был преобразован в Научно-практический институт детских домов и специальных школ (на базе которого был впоследствии организован Научно-исследовательский институт дефектологии). В конце 1930-х годов работал в Московском государственном педагогическом дефектологическом институте (МГПДИ) (институт как самостоятельное учебное заведение существовал в 1920-1924 и 1938-1942).
Умер в 1950 году в Москве. Похоронен на Новодевичьем кладбище (3 участок, 60 ряд).

## Педагогическая деятельность и вклад в развитие отечественной специальной педагогики
И. И. Данюшевский внёс значительный вклад в организацию обучения и воспитания детей с отклонениями в развитии в СССР и в становление дефектологии и специальной педагогики как научных направлений.
В Экспериментальном дефектологическом институте организованном И. И. Данюшевским стали разрабатываться проблемы обучения и воспитания детей с отклонениями в развитии. И. И. Данюшевскому удалось привлечь к работе в институте Л. С. Выготского. В короткий срок были созданы отделы по изучению детей с нарушениями слуха и интеллекта. В институт входили школа для глухих детей, школа для умственно отсталых детей, школа для детей с нарушениями речи и школа для детей с нарушениями поведения. Было организовано клинико-диагностическое отделение. Данная структура позволяла связать теорию и практику в изучении обучении и воспитании детей с отклонениями в развитии. Благодаря инициативе И. И. Данюшевского было выстроено большое здание, где размещались специальные школы с хорошо оборудованными мастерскими и организована библиотека для сотрудников института.
При институте И. И. Данюшевский организовал курсы, где учились учителя специальных школ со всего СССР, что позволили распространять опыт института на всю страну. И. И. Данюшевский разрабатывал широкий круг вопросов изучения, обучения и воспитания детей с отклонениями в развитии. В частности он отмечал необходимость использовать все формы общения для развития глухих детей. По его инициативе была разработана новая программа обучения глухих языку. И. И. Данюшевский рассматривал вопрос о комплектовании школ для умственно отсталых. Он указывал на вред, который приносит неправильное направление ребёнка во вспомогательную школу. Он организовал комплексные исследования контингента школ для умственно отсталых. И. И. Данюшевский боролся с формализмом в воспитании детей в детских домах. Много сделал И. И. Данюшевский для организации воспитания детей с нарушениями поведения. В школе для детей с проблемами поведения при экспериментальном дефектологическом институте под руководством И. И. Данюшевского была организована воспитательная система по преодолению поведенческих нарушений. И. И. Данюшевский принимал активное участие в воспитании детей в этой школе, глубоко зная проблемы каждого ребёнка.
Под руководством И. И. Данюшевского осуществлялось обобщение опыта по изучению, обучению и воспитанию детей с отклонениями в развитии. Он был редактором и составителем ведущих изданий по дефектологии на протяжении многих лет. Вышеперечисленное позволяет говорить об И. И. Данюшевском как о крупнейшем организаторе изучения, воспитания и обучения детей с отклонениями в развитии в СССР.

## Труды
- Данюшевский И. И. Учебно-воспитательная работа в детских домах и специальных школах: Статьи и доклады. — М., 1954.